# غراسا ماشيل

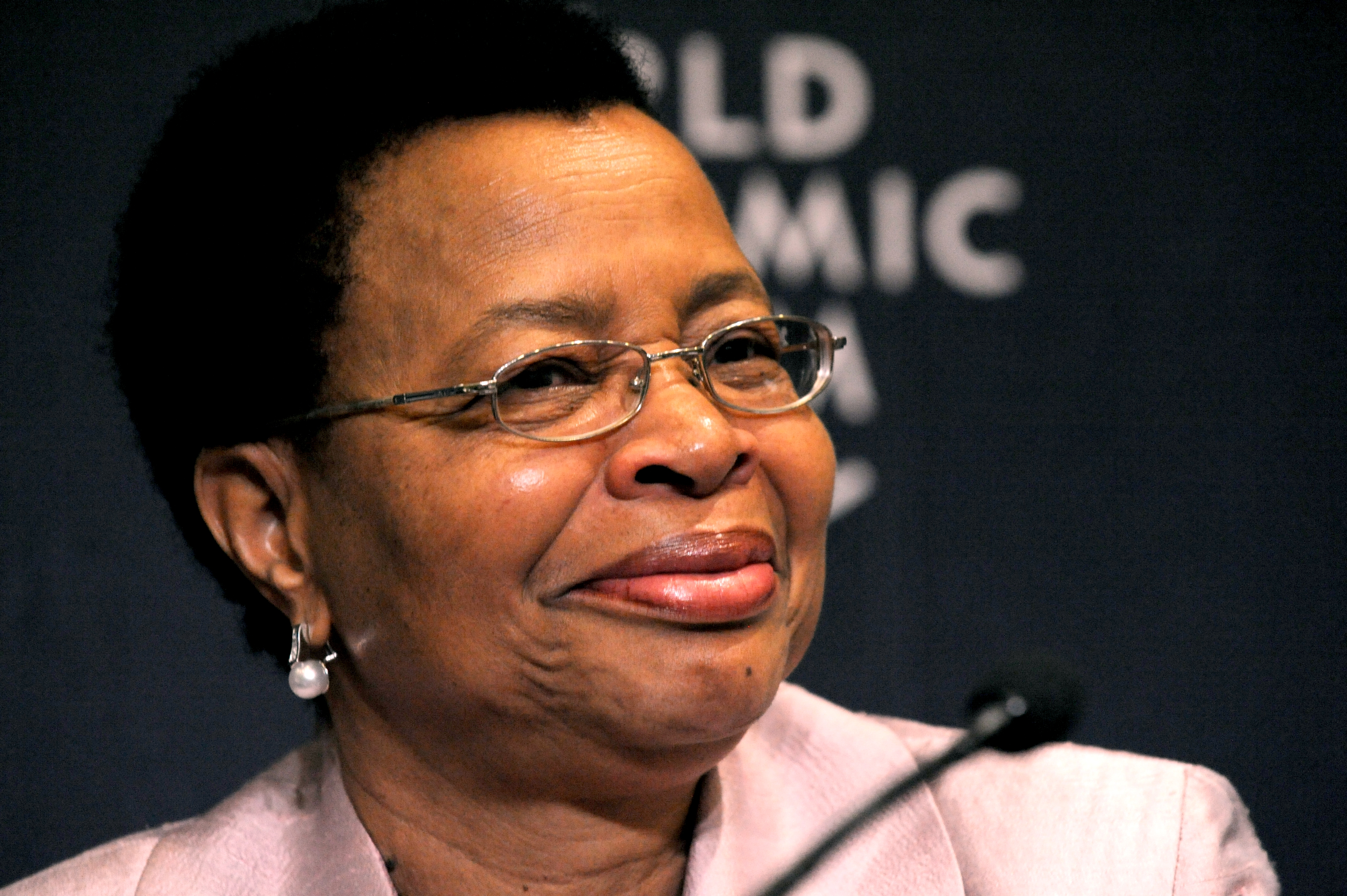
غراسا في المنتدى الاقتصادي العالمي 2010

غراسا ماشيل (بالإنجليزية: Graça Machel)، ولدت 17 أكتوبر 1945 في Incadine في موزمبيق باسم سيمبين، هي أرملة الرئيس الموزمبيقي السابق سامورا ماشيل الذي قتل في حادث تحطم طائرته في عام 1986. تزوجت من الرئيس الجنوب أفريقي نيلسون مانديلا في 18 يوليو 1998.
عملت مع جمعيات مكافحة الإيدز والفقر. وهي أيضا عضو في لجنة تقدم أفريقيا، وهي مؤسسة مقرها في جنيف والتي يرأسها كوفي عنان في عام 2008.

## روابط خارجية
- غراسا ماشيل على موقع IMDb (الإنجليزية)
- غراسا ماشيل على موقع الموسوعة البريطانية (الإنجليزية)
- غراسا ماشيل على موقع مونزينجر (الألمانية)
- غراسا ماشيل على موقع قاعدة بيانات الفيلم (الإنجليزية)